# 451
| 451                |
| ------------------ |
| Dødsfald - Fødsler |
|                    |

| Gregoriansk kalender | 451 CDLI                |
| Ab urbe condita      | 1204                    |
| Armensk kalender     | I/T                     |
| Kinesiske kalender   | 3147 – 3148 庚寅 – 辛卯 |
| Etiopisk kalender    | 443 – 444               |
| Jødisk kalender      | 4211 – 4212             |
| Hindukalendere       |                         |
| - Vikram Samvat      | 506 – 507               |
| - Shaka Samvat       | 373 – 374               |
| - Kali Yuga          | 3552 – 3553             |
| Iransk kalender      | 171 BP – 170 BP         |
| Islamisk kalender    | 176 BH – 175 BH         |

Se også 451 (tal)

## Begivenheder
- 7. april- Attila plyndrer Metz og andre byer i Gallien.
- Slaget på de katalauniske marker ender uafgjort, men det viser, at Attila kan standses.
- 8. oktober til 1. november – Koncilet i Chalkedon afholdes.

## Dødsfald
| År | Spire Denne artikel om et år, årti, århundrede eller årtusinde er en spire som bør udbygges. Du er velkommen til at hjælpe Wikipedia ved at udvide den. |